# Paraworld
Paraworld é um jogo de estratégia em tempo real que saiu no mercado a 25 de setembro de 2006. Assente numa mecânica clássica, onde a recolha e gestão de recursos e a construção de unidades é essencial, este jogo aposta num forte argumento. Nada acontece por acaso e toda acção é ligada por uma história que prenderá os jogadores ao computador até ao seu termo.
A história de Paraworld principia no início do século XIX, altura em que três cientistas, que investigavam a existência de outros mundos, entram acidentalmente num portal de acesso a um universo povoado por dinossauros e tribos primitivas. Para salvar este mundo paralelo - Paraworld - terá de se juntar a uma de três tribos com capacidades e unidades diferentes, incluindo poderosos dinossauros de combate.
Mas as particularidades de Paraworld não ficam por aqui, pois possui um motor gráfico de última geração e uma originalidade muito elogiada: o Army Controller. Esta particularidade na interface permite ao jogador ter controlo imediato sobre as unidades ao seu dispor e gerir facilmente todas as suas ações.